# Forsaån, Södermanland
Forsaån är ett vattendrag i Södermanland som avvattnar Tisnaren till Lillsjön i Forsa bruk och vidare till sjön Bjälken.
I Forsa bruk är en damm byggd för att reglera Forsaån till Lillsjön. I slutet av Lillsjön finns ett vattenkraftverk som släpper vattnet vidare.